# Движение Святого Духа
Движение Святого Духа (ДСД; англ. Holy Spirit Movement) — угандийская религиозно-синкретическая христианская повстанческая организация. Основана целительницей и ясновидящей Элис Лаквена в Северной Уганде в 1986 году как организацию сопротивления христиан Ачоли национальному правительству. Целью движения борьбу с «внутренним злом» (в форме греха и колдовства) и «внешним злом» — правительственной армией.

## История
В 1986 году Элис Аума заявила, что её посетил дух по имени «Лаквена». По её словам, он был послан Богом, чтобы очистить Уганду от зла и установить мир и процветание. Аума сменила имя на Элис Лаквена и начала распространять свои идеи, привлекая сторонников. В то же время в Уганде на фоне политической нестабильности шла гражданская война, сопровождавшаяся зверствами вооружённх группировок. Элис Лаквена воспользовалась отчаянием людей и основала организацию «Движение Святого Духа». Она привлекала новых сторонников, говоря, что «Движение Святого Духа» помогает духовно очиститься и освободиться от зла. В том же году офицеры ликвидированной организации Фронт национального освобождения Уганды передали оружие организации ДСД и Элис Лаквена основала свою армию «Батальоны Святого Духа».
Количество сторонников Лаквены увеличивалось и её организация стала представлять собой значительную военную силу. Её участники, зачастую молодые люди и даже дети, сражались против правительственных войск под предводительством президента Мусевени. Они атаковали военные базы, грабили поселения и совершали другие акты насилия. По некоторым данным организация насчитывала от 7000 до 10 000 сторонников.
Однако вера в непобедимость оказалась ложной. Бойцы организации не могли противостоять хорошо вооружённым и обученным правительственным войскам. Потери были значительными. Многие погибли, до конца веря в свою неуязвимость.
В 1987 году после серьёзного поражения Элис Лаквена и примерно 120 её сторонников бежали в Кению. Местные власти посчитали их нелегальными иммигрантами и Лаквена была задержана. Движение Святого Духа было разгромлено.
После разгрома Движения Святого Духа бывший офицер организации Джозеф Кони основал свою организацию — Армию сопротивления Господа. Он, как Лаквена, заявлял, что выполняет приказы от Бога и продолжал проводить акты террора и насилия в регионе в течение десятилетий.

## Традиции в рядах армии
Элис Лаквена создала особую религиозную доктрину, которая объединила в себе элементы христианства, традиционных африканских культов и личные видения. Она провозглашала, что обладает сверхъестественными силами и способна оберегать своих приверженцев от пуль и прочих угроз. Воины Движения Святого Духа сражались, намазываясь маслом ши, веря, что это сделает их непобедимыми.